# Chœur de garçons de Windsbach
Le Chœur de garçons de Windsbach (ou Petits Chanteurs de Windsbach, en allemand Windsbacher Knabenchor) est un chœur de garçons allemand fondé en 1946, basé à Windsbach.

## Présentation
Le chœur de garçons de Windsbach est fondé en 1946,.
Depuis lors, se sont succédé à la direction du chœur :
- Hans Thamm (en) (1946-1977) ;
- Karl-Friedrich Beringer (en) (1978-2011) ;
- Martin Lehmann (en) (2012-2022[3]) ;
- Ludwig Böhme (de) (depuis 2022[3]).

L'effectif est d'environ 80 choristes.
Le Chœur acquiert une renommée internationale dans les années 1970 et 1980, se produisant dans le monde entier, tant a cappella qu'avec de grands orchestres symphoniques. Il est depuis reconnu comme l'un des meilleurs chœurs de garçons d'Europe.
En 2025, le chœur de garçons de Windsbach est lauréat du prix Brahms.